# Vulseröd
Vulseröd är en bebyggelse i Jörlanda socken i Stenungsunds kommun i Bohuslän. SCB avgränsade här från 2000 till 2023 en separat småort. Från 2023 klassas området som en del av tätorten Skotthed och småorten avregistrerades